# Elbow Lake (Grant County, Minnesota)
Elbow Lake ist eine Kleinstadt (mit dem Status „City“) und Verwaltungssitz des Grant County im US-amerikanischen Bundesstaat Minnesota. Das U.S. Census Bureau hat bei der Volkszählung 2020 eine Einwohnerzahl von 1.276 ermittelt.

## Geografie
Elbow Lake liegt inmitten einer weitläufigen Seenlandschaft im Westen von Minnesota auf 45°59′39″ nördlicher Breite und 95°58′36″ westlicher Länge. Die Stadt erstreckt sich über 3,50 km², die sich auf 4,46 km² Land- und 0,96 km² Wasserfläche verteilen.
Benachbarte Orte von Elbow Lake sind Ashby (23,3 km nordöstlich), Evansville (24,4 km östlich), Barrett (11,8 km südöstlich), Norcross (30,4 km südwestlich) und Wendell (15 km nordwestlich).
Die nächstgelegenen größeren Städte sind Fargo in North Dakota (131 km nordwestlich), Duluth am Oberen See (357 km ostnordöstlich), Minneapolis (261 km südöstlich), Minnesotas Hauptstadt Saint Paul (279 km in der gleichen Richtung) und Sioux Falls in South Dakota (341 km südsüdwestlich).

## Verkehr
Von Nord nach Südost führt der U.S. Highway 59 auf einer gemeinsamen Strecke mit der Minnesota State Route 55 als Hauptstraße durch Elbow Lake. Die Minnesota State Routes 54 und 79 treffen ebenfalls im Stadtgebiet zusammen. Alle weiteren Straßen sind untergeordnete, teils unbefestigte Fahrwege sowie innerörtliche Verbindungsstraßen.
In nordwest-südöstlicher Richtung verläuft durch das Stadtzentrum von Elbow Lake eine Eisenbahnlinie der Canadian Pacific Railway.
Mit dem Elbow Lake Municipal – Pride of the Prairie Airport befindet sich am westlichen Stadtrand ein kleiner Regionalflugplatz. Der nächste Großflughafen ist der Minneapolis-Saint Paul International Airport (284 km südöstlich).

## Demografische Daten
Nach der Volkszählung im Jahr 2010 lebten in Elbow Lake 1176 Menschen in 538 Haushalten. Die Bevölkerungsdichte betrug 336 Einwohner pro Quadratkilometer. In den 538 Haushalten lebten statistisch je 2,16 Personen.
Ethnisch betrachtet setzte sich die Bevölkerung zusammen aus 97,4 Prozent Weißen, 0,2 Prozent Afroamerikanern, 0,3 Prozent amerikanischen Ureinwohnern, 0,2 Prozent Asiaten sowie 0,3 Prozent aus anderen ethnischen Gruppen; 1,7 Prozent stammten von zwei oder mehr Ethnien ab. Unabhängig von der ethnischen Zugehörigkeit waren 1,2 Prozent der Bevölkerung spanischer oder lateinamerikanischer Abstammung.
24,1 Prozent der Bevölkerung waren unter 18 Jahre alt, 57,0 Prozent waren zwischen 18 und 64 und 18,9 Prozent waren 65 Jahre oder älter. 54,9 Prozent der Bevölkerung war weiblich.

Das mittlere jährliche Einkommen eines Haushalts lag bei 35.444 USD. Das Pro-Kopf-Einkommen betrug 22.550 USD. 10,4 Prozent der Einwohner lebten unterhalb der Armutsgrenze.